# San Piero a Sieve
San Piero a Sieve is een voormalige gemeente in de Italiaanse provincie Florence (regio Toscane) en telde 3921 inwoners (31-12-2004). De oppervlakte bedroeg 36,6 km², de bevolkingsdichtheid was 107 inwoners per km². Op 1 januari 2014 is de gemeente San Piero a Sieve samengevoegd met de gemeente Scarperia in de nieuwe gemeente Scarperia e San Piero.
De volgende frazioni maakten deel uit van de gemeente: Campomigliaio.

## Demografie
San Piero a Sieve telde ongeveer 1558 huishoudens. Het aantal inwoners daalde in de periode 1991-2001 met 0,3% volgens cijfers uit de tienjaarlijkse volkstellingen van ISTAT.
| Jaar | Inwoneraantal |
| ---- | ------------- |
| 1991 | 3770          |
| 2001 | 3758          |
| 2012 | 4233          |

## Geografie
San Piero a Sieve ligt op ongeveer 212 m boven zeeniveau. De voormalige gemeente grensde aan de volgende gemeenten: Barberino di Mugello, Borgo San Lorenzo, Calenzano, Scarperia, Vaglia.

## Galerij

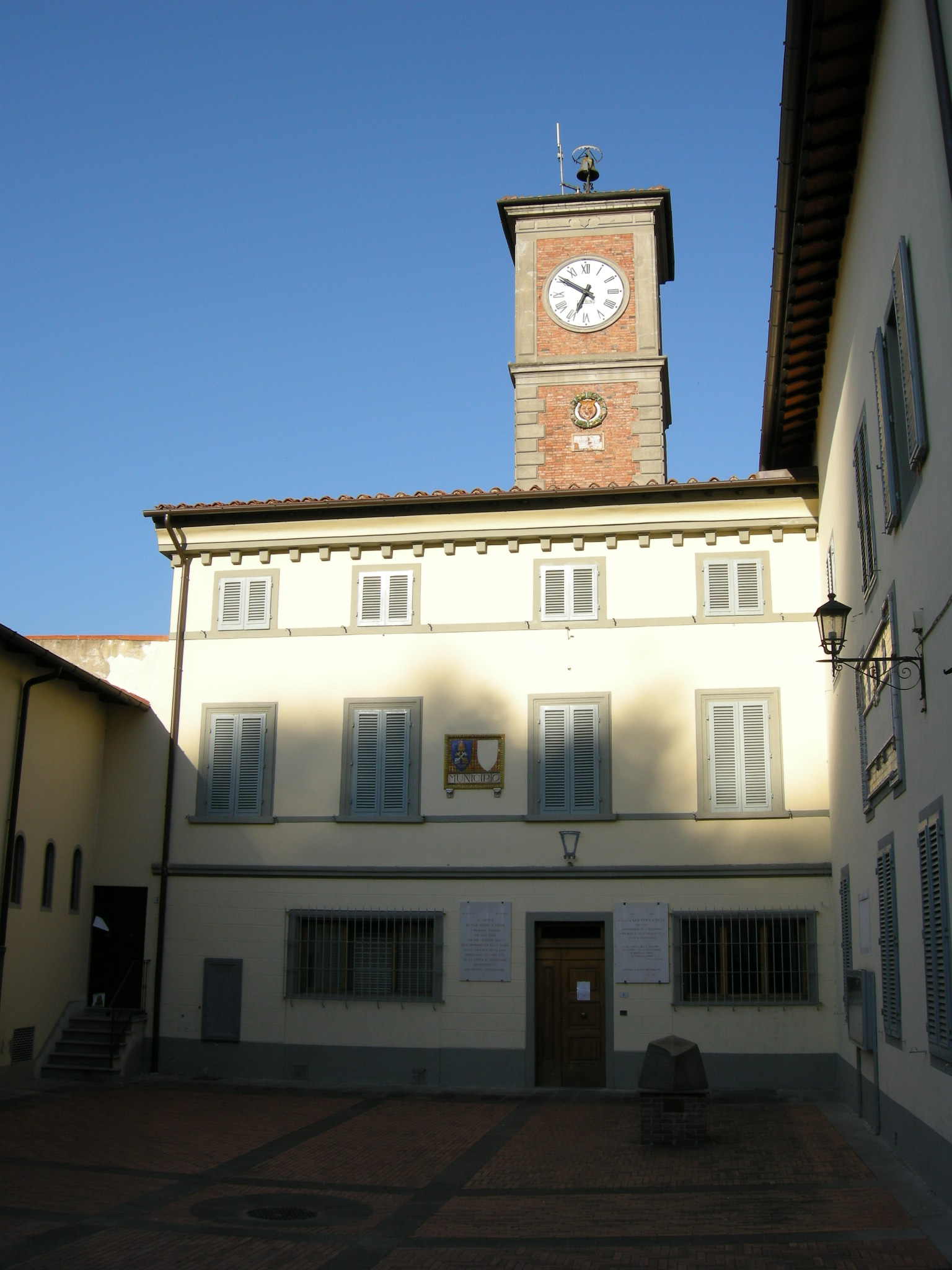
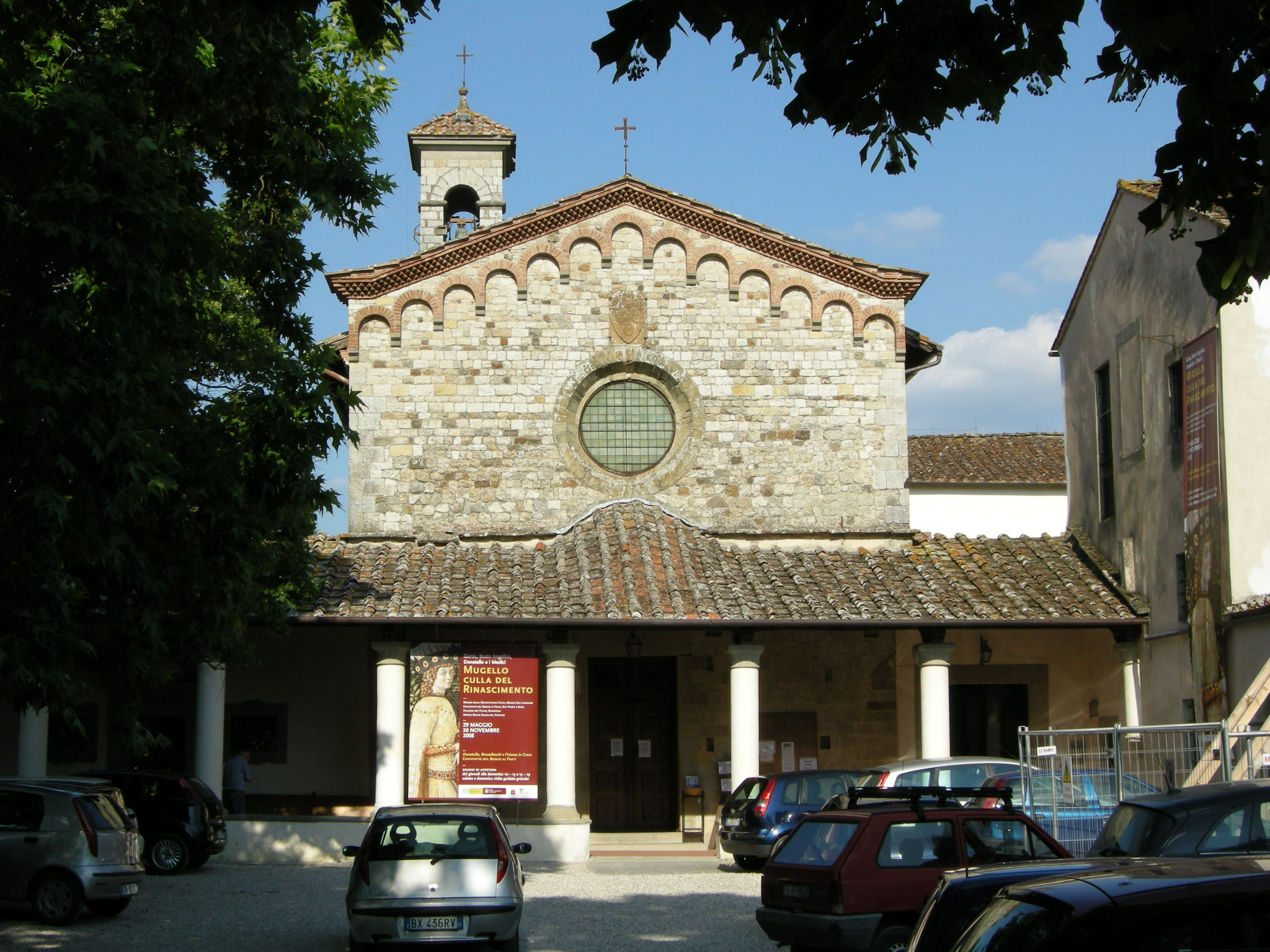
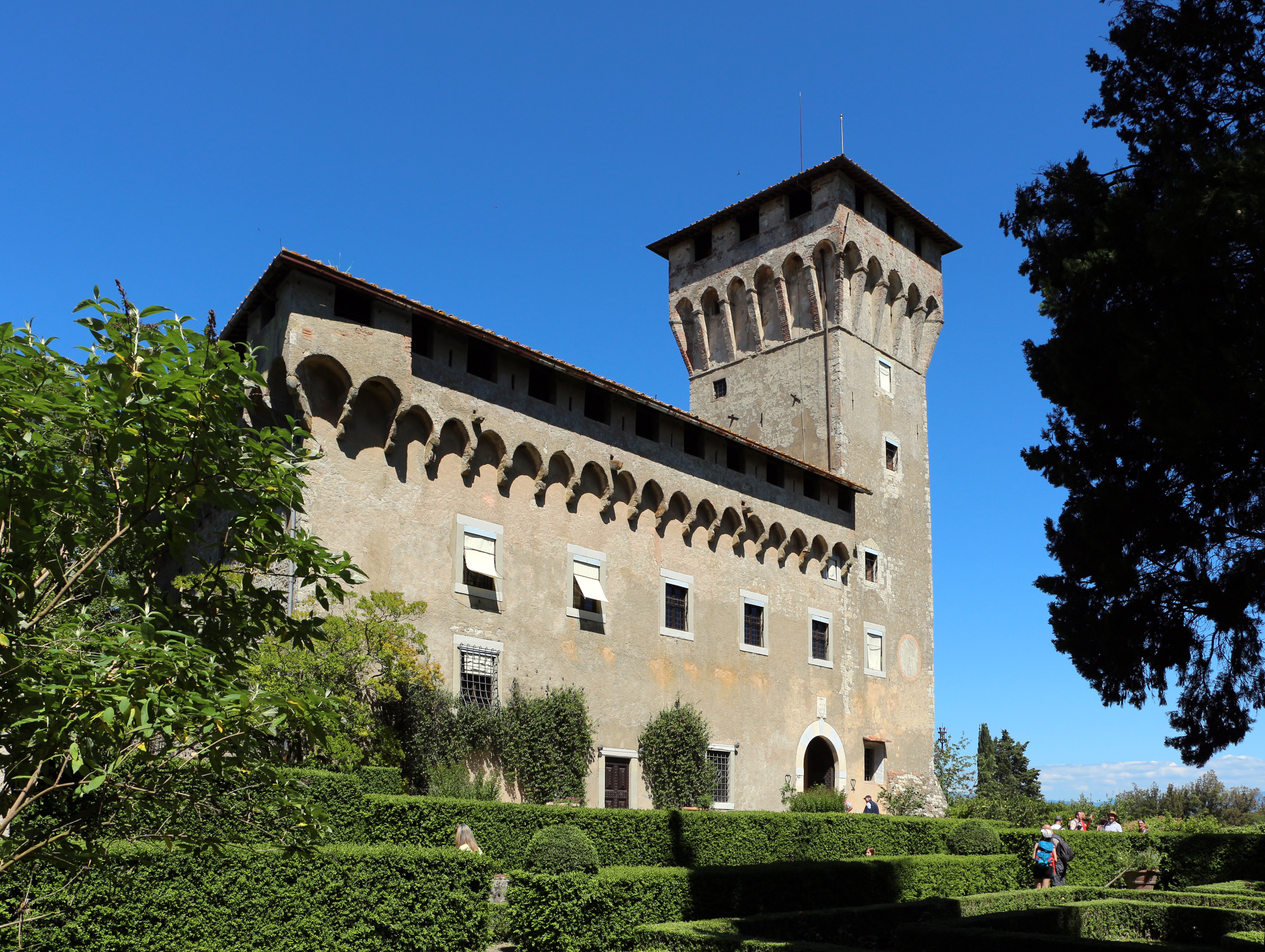
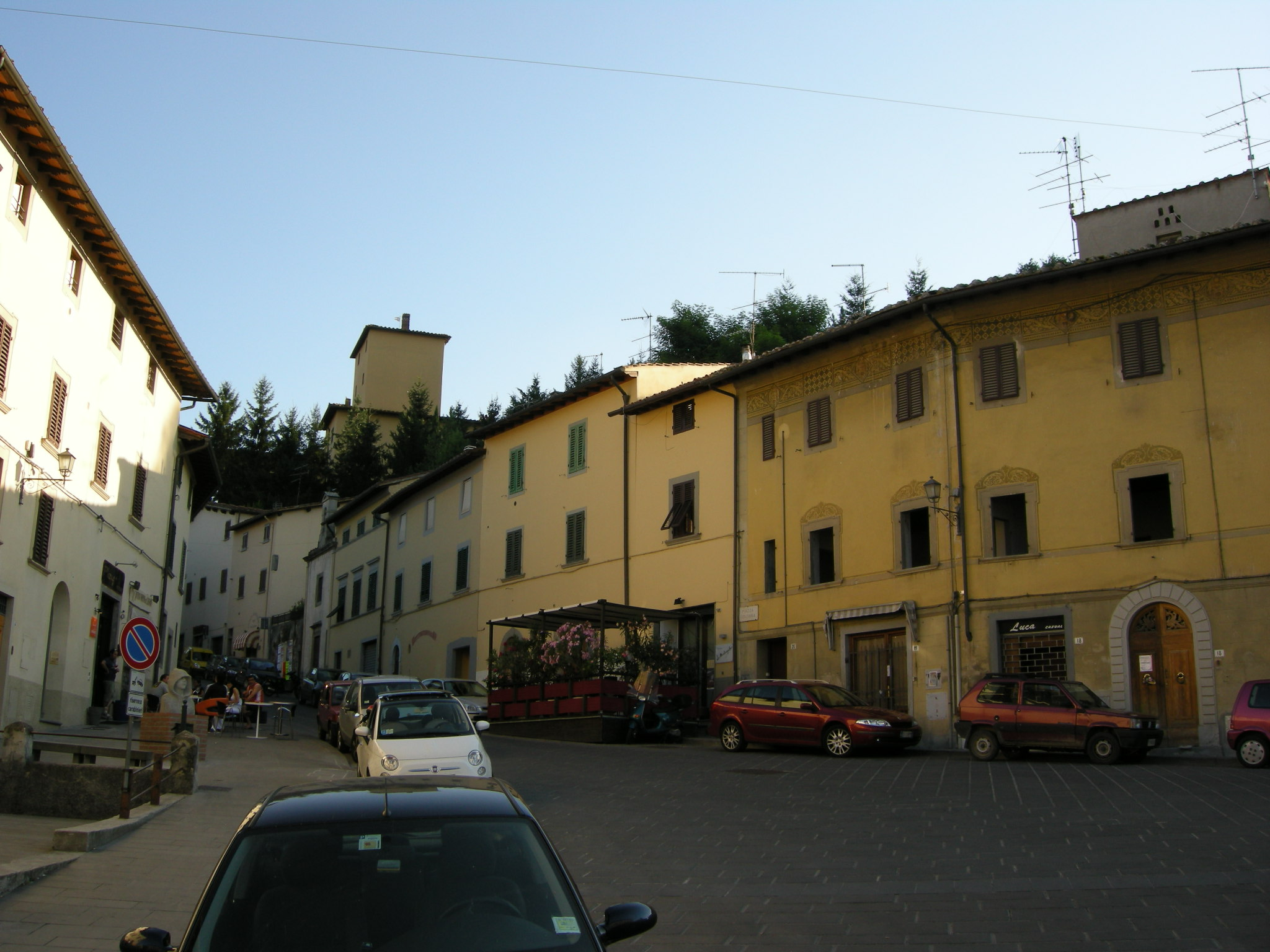